# Uma história de amor e fúria
Uma história de amor e fúria ("En historia om kärlek och raseri") är en brasiliansk tecknad dramafilm från 2013 i regi av Luiz Bolognesi. Den handlar om en odödlig krigare i jakt på sin älskade och utspelar sig under fyra tidpunkter i Brasiliens historia: 1500, 1800, 1970 och 2096. Filmen tilldelades Kristallen för bästa långfilm vid Annecys internationella festival för animerad film.